# 陸期范
陸期范（1495年—1554年），字任卿，號鶴田，南直隸揚州府高郵州興化縣人，軍籍。

## 生平
四月二十八日生，行二，治《易經》，由國子生中正德十四年應天府鄉試第四十八名舉人，年三十八歲中式嘉靖十一年壬辰科會試第三百二十名，第二甲第三十三名進士。觀吏部政，以供養祖父告歸，未仕而卒，有著作《陸氏詩粹》。

## 家族
曾祖陸礪；祖陸溉，壽官；父陸彌望；母虞氏；繼母朱氏。永感下，妻黃氏，弟期歐，子鳳羽；鳳毛。